# Stéphane Rossetto
Stéphane Rossetto (ur. 6 kwietnia 1987 w Melun) – francuski kolarz szosowy, zawodnik profesjonalnej grupy kolarskiej Cofidis, Solutions Crédits.

## Najważniejsze osiągnięcia
- 2005
  - 3. miejsce w Chrono des Nations Juniors
- 2006
  - 1. miejsce w Vienna Classic Espoirs
  - 1. miejsce w Chrono Tauxigny
  - 3. miejsce w Chrono des Nations U23
- 2007
  - 1. miejsce w Grand Prix de Beauchamps
- 2008
  - 1. miejsce w Grand Prix de Lys-les-Lannoy
- 2009
  - 1. miejsce w Tour de Gironde
  - 3. miejsce w Boucles de la Marne
- 2011
  - 1. miejsce na 2. i 4. etapie Tour de la Manche
- 2012
  - 1. miejsce na 4. etapie Circuit des Ardennes
  - 1. miejsce w Tour des Pays de Savoie
  - 1. miejsce w Trio Normand
  - 3. miejsce w Grand Prix Cristal Energie
- 2013
  - 1. miejsce na 4. etapie Tour du Limousin
  - 2. miejsce w Tour du Gévaudan Languedoc-Roussillon
- 2014
  - 1. miejsce w Boucles de la Mayenne
- 2015
  - 3. miejsce w Tour du Gévaudan Languedoc-Roussillon
  - 4. miejsce w Tour de Yorkshire
  - 4. miejsce w Chrono des Nations